# Indiana Jones
Henry Jones Júnior, ou simplesmente Indiana Jones, é um personagem fictício da série de filmes Indiana Jones, criado por George Lucas e Steven Spielberg, em homenagem aos heróis de séries/filmes de ação da década de 1930, com primeira aparição em 1981 em Indiana Jones e Os Caçadores da Arca Perdida, dirigido por Steven Spielberg e vivido por Harrison Ford. O personagem também aparece em séries de televisão.
O personagem se distingue pela sua aparência (chicote, chapéu, mochila e jaqueta de couro), senso de humor, conhecimento profundo de muitas civilizações e línguas antigas e medo de cobras.
Desde sua primeira aparição em 1981, Indiana Jones se tornou um dos personagens mais famosos do cinema. Em 2003, o American Film Institute classificou-o o segundo maior herói de filme de todos os tempos.  Ele também foi nomeado o 6º maior personagem do cinema pela revista Empire.Entertainment Weekly classificou Indy em segundo lugar na sua lista de heróis na cultura pop. Premiere revista também colocou Indy no número 7 em sua lista dos 100 melhores personagens de filmes de todos os tempos.

## Personagem

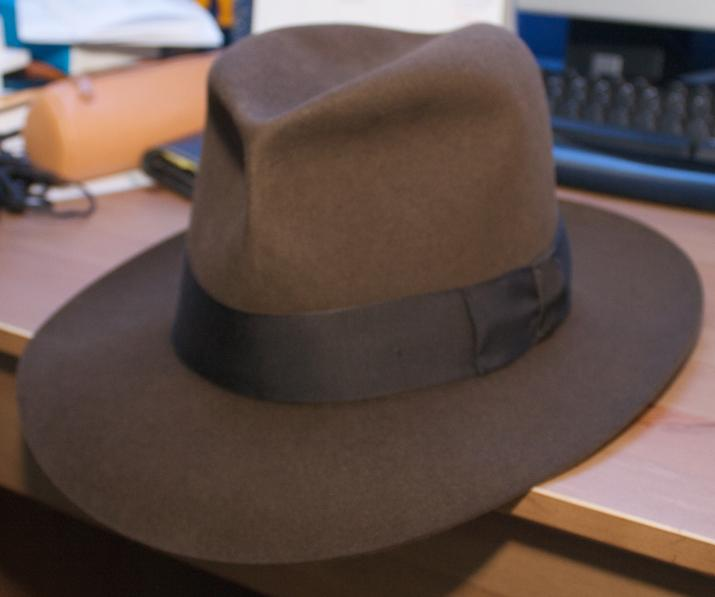
Chapéu de Indiana Jones.

Henry Walton Jones Jr. é um indivíduo com vida dupla: além de um pacato professor de Arqueologia, é um aventureiro destemido e pouco convencional, que carrega um revólver, um chicote e seu inseparável chapéu, ele é mais conhecido por Indiana, apelido tirado do nome do cão que tinha quando criança (na vida real, o cão pertencia a George Lucas).
A maioria de suas aventuras ocorre na década de 1930. No primeiro e terceiro filme, o herói enfrenta forças nazistas que querem se apossar das relíquias judaico-cristãs (a Arca da Aliança e o Santo Graal), para assim, tentar dominar o Mundo. O segundo filme ambienta-se na Índia, e o quarto filme começa nos EUA e termina nas selvas da América do Sul. O quinto filme tem um prólogo na França, vai para os Estados Unidos e em seguida para Marrocos e Grécia.

## Aparições

### Cinema

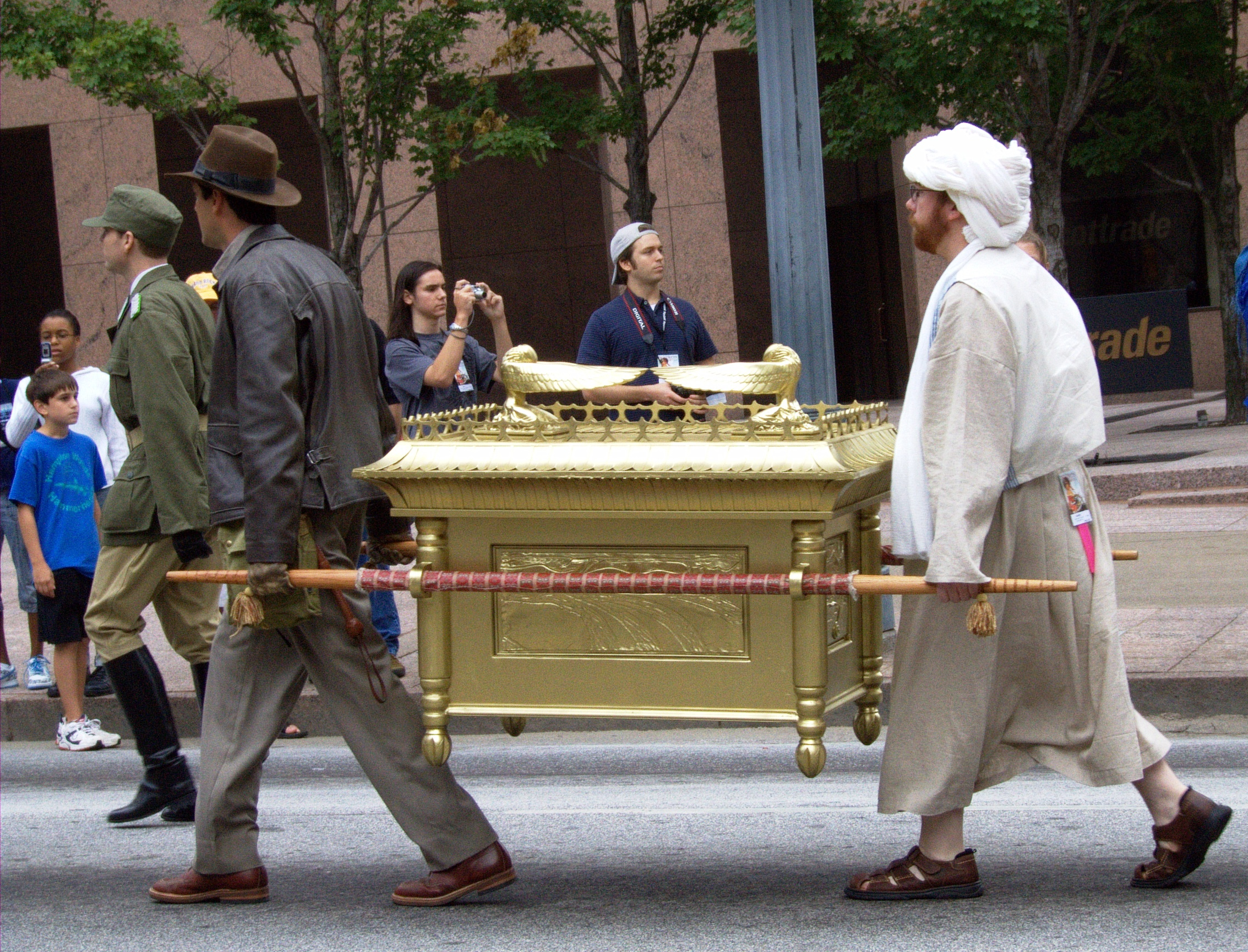
Indiana Jones e seu amigo Sallah carregando a Arca Perdida.

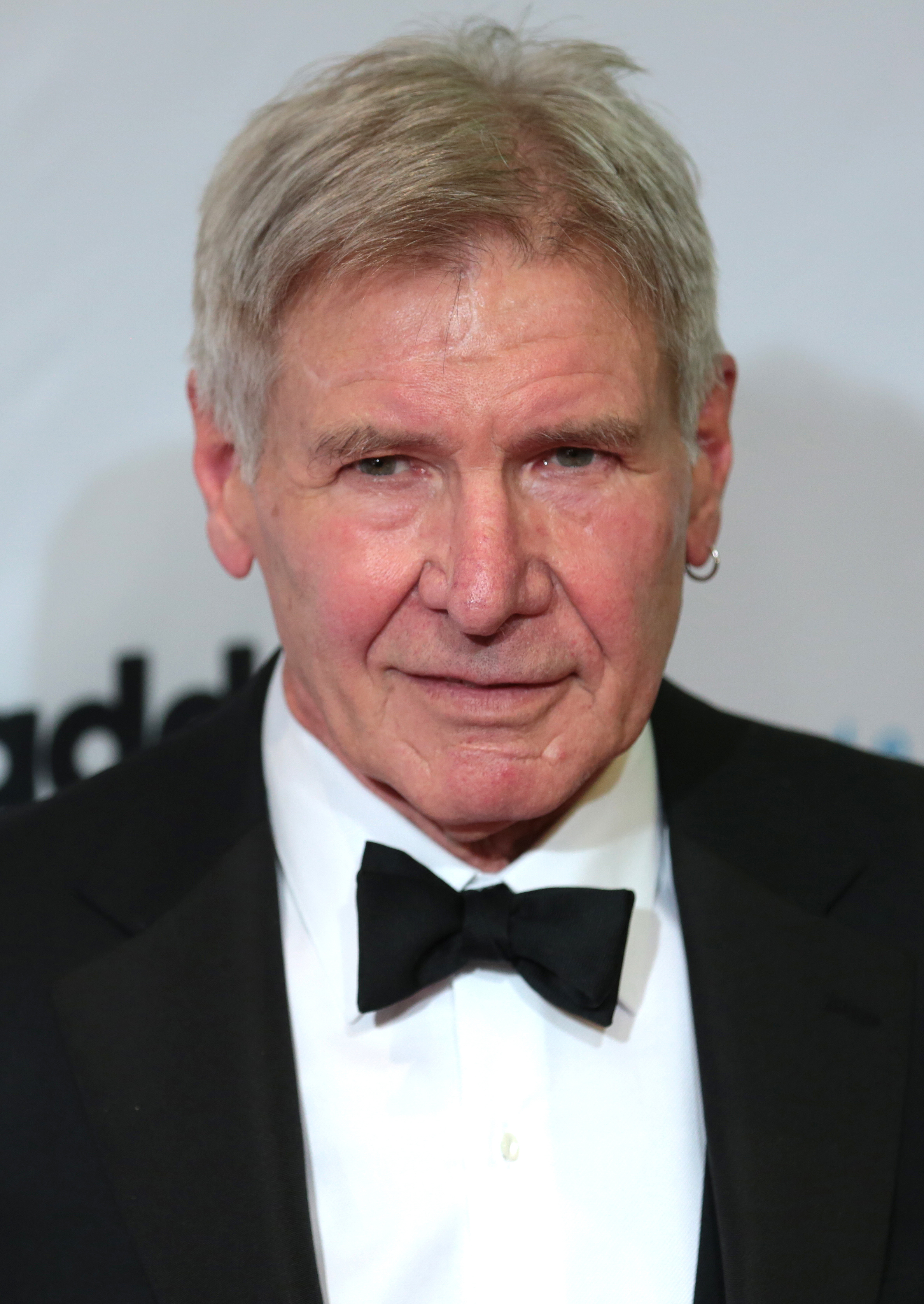
Harrison Ford.

No primeiro filme da série, Raiders of the Lost Ark (1981), situado em 1936, Indiana Jones primeiro tenta pegar um Ídolo de Ouro na América do Sul, que acaba sendo tomado pelo rival René Belloq, antes de ser recrutado pelo departamento de defesa para impedir Nazistas buscando artefatos do antigo testamento no Egito, no caso a Arca da Aliança. Para isso recruta seu antigo amor Marion Ravenwood e o egípcio Sallah, enquanto enfrenta Belloq e o oficial nazista Toht.
A continuação Indiana Jones and the Temple of Doom (1984) na verdade se passava antes do anterior, em 1935. Após fugir de um mafioso em Xangai, Jones, seu assistente mirim Short Round e a cantora Willie Scott acabam parando em uma aldeia indiana que teve sua pedra sagrada e suas crianças sequestradas por um culto em um palácio próximo, que Jones acaba descobrindo serem Tugues.
O terceiro filme, Indiana Jones and the Last Crusade (1989), tem um prólogo situado em 1910 explicando a origem de muitos traços de Indy - seu chapéu, chicote, cicatriz, medo de cobras - antes de ir para 1938, onde um milionário que financiava as pesquisas do pai de Indiana, Henry Jones, diz que este sumiu enquanto procurava o Santo Graal, fazendo Indiana ir até a Europa acompanhado da pesquisadora Elsa Schneider para resgatar Henry dos nazistas e encontrar o cálice sagrado.
O quarto filme, Kingdom of the Crystal Skull (2008), se passa em 1957, onde um Jones veterano da Segunda Guerra Mundial é primeiro levado por um regimento da KGB liderado pela coronel Irina Spalko para o Hangar 51, onde se armazenaram restos extraterrestres retirados do Novo México dez anos antes, e em seguida acompanha o jovem Mutt Williams para o Peru, onde um antigo colega, Harold "Ox" Oxley, encontrou uma caveira de cristal. Após reaver a caveira em um cemitério são capturados pelo grupo de Spalko e descobrem reféns tanto Oxley quando a mãe de Mutt, Marion Ravenwood - que revela que Jones é o pai.
O quinto filme, Dial of Destiny (2023), abre com um prólogo em 1944 quando Jones e seu colega Basil Shaw reaveram a máquina de Arquimedes do cientista nazista Jürgen Voller, antes de ir para 1969, com Jones prestes a se aposentar e deprimido após a morte de Mutt na guerra do Vietnã e o subsequente fim de seu casamento com Marion. A filha de Shaw e afilhada de Jones, Helena, surge querendo a máquina, assim como Shaw, que foi recrutado pela NASA após o fim da Segunda Guerra e tem planos com relação às características sobrenaturais da máquina.

### Televisão
Entre 1992 e 1993, George Lucas produziu e realizou uma série, The Young Indiana Jones Chronicles, com Sean Patrick Flanery e Corey Carrier interpretado o personagem aos 17 e 10 anos, respectivamente. George Hall interpretava o herói com 93 anos, e um episódio teve a participação de Harrison Ford como Indiana nos anos 1950. A série teve 28 episódios e mostrava diversas aventuras de Indy ao redor do mundo, encontrando personalidades históricas como Leon Tolstói, Pancho Villa e Charles de Gaulle.

### Jogos
Além de diversas adaptações para video game dos três primeiros filmes, como Raiders of the Lost Ark para Atari 2600 e Indiana Jones' Greatest Adventures para o Super NES, bem como Lego Indiana Jones: The Original Adventures, que em sua continuação acrescentou o quarto filme, Indiana Jones também estrelou alguns jogos com histórias originais.
Indiana Jones and the Fate of Atlantis se passa logo antes da Segunda Guerra Mundial em 1939, onde Indiana Jones enfrenta um oficial nazista que busca por Atlântida junto da arqueóloga Sophia Hapgood.
Indiana Jones and the Infernal Machine se passa em 1947, com Jones voltando à arqueologia após a Segunda Guerra, antes de Hapgood o recrutar para enfrentar os soviéticos na busca por um artefato dos babilônios.
Indiana Jones and the Emperor's Tomb começa pouco antes dos eventos de Temple of Doom em 1935, com Indiana Jones buscando uma pérola negra enterrada junto do primeiro imperador da China, Qin Shihuang, que daria poderes místicos.
Indiana Jones and the Staff of Kings também se passa no 1939 antes da Guerra, com Indiana Jones buscando um antigo colega que procura o cajado de Moisés.